# Sobre la seva casa
Sobre la seva casa (en llatí: De domo sua ad pontifices) és un dels discursos que l'escriptor i polític romà Ciceró va pronunciar davant els pontífexs el 30 de setembre de l'any 57 aC, quan va tornar de l'exili, per poder reconstruir i reocupar la seua casa, que Clodi, el seu rival polític, havia destruït per a continuació consagrar el lloc i erigir-hi un monument a la Llibertat. Aquest discurs, juntament amb el Cum setatui gratias egit i el Cum populo gratias egit, també pronunciats l'any 57 aC, són fruits de les dificultats d'assegurar-se una compensació pels danys soferts.

## Pro domo sua
La frase 'pro domo sua és una locució llatina del discurs de Ciceró que traduïda literalment significa "Ciceró a favor de casa seva". Es deriva del títol d'un discurs pronunciat per Marc Tul·li Ciceró contra Publi Clodi Pulcre. En aquesta frase, De domo sua ad pontifices (A casa, al Col·legi Pontifici 57 aC), Ciceró demana recuperar la zona i els fons per reconstruir la seva casa, confiscada durant l'exili i amb algunes de les propietats del Palau consagrat a la deessa Libertas; declara aquesta consagració no vàlids per obtenir la restitució. El terme es fa servir quan una persona defensa ferventment una causa per interès propi, o que s'enalteix a defensar el seu cas.
Exemple
| «                       | el primer que caldrà fer si ens volem aproximar al Víctor Balaguer polític, literat i figura pública, si volem fer-lo més visible i entenedor, haurà de ser ‘desconstruït’ la presentació que ell mateix va fer de la seva trajectòria, pro domo sua | » |
| — Fradera, Josep M. via | |   |

## Context
Clodi, membre del partit popular i posteriorment tribú de la plebs elegit a l'octubre del 59, va anunciar el febrer de l'any 58 un projecte de llei, la lex Clodia de capite civis Romani, que prescrivia l'exili i la confiscació de béns a aquells que haguessin condemnat a mort un ciutadà romà sense judici previ. Ciceró, com va ser el responsable de la mort  dels còmplices de Catilina el dia 5 de desembre del 63, va acudir al cònsol Pisó i a Pompeu per evitar el compliment de la llei. Veient que no aconseguia convèncer-los, va partir de Roma la nit del 19 al 20 de març, la nit abans que els comicis que havien d'aprovar la llei es reunissin, a Tessalònica i a Dirràquium. Aleshores, Clodi va proposar la lex Clodia de exilio Ciceronis, en  la qual s'establia contra Ciceró l'aquae et ignis interdictio, és a dir la "prohibició d'aigua i foc".
Durant el temps que Ciceró va ser a l'exili, les seues propietats van ser saquejades i incendiades. Clodi es va apropiar la casa del Palatí, i el cònsol Gabini va saquejar la vil·la de Túscul. Però en retornar Ciceró, els seus béns van ser restablerts, gràcies als comicis centuriats que van votar el 4 d'agost a favor i van actual tal com prescrivia la llei de Publi Corneli Lèntul, la lex Cornelia.   

## Defensa
Ciceró rebutja el procés que li havia conduït al desterrament, denuncia el procediment il·legal pel qual el solar on es trobava el seu habitatge havia estat consagrat com a templum i reclama la seva devolució, que finalment aconseguiria després el veredicte favorable dels pontífexs i el consegüent decret senatorial. Per jutjar aquest cas es varen reunir els pontífexs, el 30 de setembre de l'any 57, i Ciceró va defensar ell mateix la seua casa, pronunciant un discurs. Posteriorment, el Senat va decretar: "Si els pontífexs descarreguessin el terreny del servei de la religió, els cònsols ordenaran estimar els danys i reconstruir tots els edificis a costa del tresor públic per lliurar-los a Ciceró". 

## Estructura del discurs
- Paràgrafs 1-2: Exordi: exaltació de la tasca dels pontífexs associant-la amb el culte dels déus.
- Paràgrafs 3-5: Desenvolupament del seu discurs, explicant que va abandonar la seua intervenció, i en resposta a Clodi, per justificar per què ha defensat al senat l'atribució de poders extraordinaris a Pompeu.
- Paràgrafs 6-31: Justificació  per solucionar el problema de la carestia de queviures.
- Paràgrafs 32-34: El problema de la seua casa té relació amb els motius del seu exili.
- Paràgrafs 34-99: Parla dels motius de l'exili i de diverses temes com la invalidació de mesures en el tribunat de Clodi, del seu exili i de les circumstàncies del retorn.
- Paràgrafs 100-141: Abordament del problema de la consagració de la casa, demostrant el seus coneixements del dret civil i religiós. També exposa amb ironia una sèrie d'arguments per demostrar el caràcter nul de la consagració de la seua estàtua de la Llibertat.
- Paràgrafs 142-147: Com a conclusió reprèn la idea exposada a l'exordi: amb una invocació als déus i, com a intèrprets, als pontífexs. En aquesta part fa veure que només amb la restitució dels seus béns es podrà fer realitat el seu retorn.

## Temes i continguts
És un discurs pròpiament polític, anomenat "del retorn del desterrament"  (57 aC), amb el qual ataca Clodi,. Ciceró hi demostra que tenia coneixements del dret romà i és clarament una font de documentació per al coneixement del dret civil i religiós romà, perquè utilitza molts arguments jurídics com referències al dret públic.  

## Resultat
La resolució dels pontífexs, favorable a Ciceró, establia que "si aquell que deia haver consagrat el terreny (és a dir, Clodi), no havia estat encarregat d'això nominalment ni per un mandat del poble ni per un plebiscit, si no havia rebut l'ordre de fer-ho d'acord amb un mandat d'un plebiscit, sembla que es podia comprar i restituir el terreny sense trencar cap precepte religiós".
Tot i la resolució, Clodi va intentar revoltar la plebs perquè defensessin per la força la seua "Llibertat". Quedava per decidir en la sessió plenària del senat l'1 d'octubre si Clodi havia actuat per interès propi en contra de la llei Papíria, que "prohibia que es consagressin edificis sense el mandat de la plebs". En la sessió recolzaven el decret del Senat a favor de Ciceró. En la resolució s'establia "que el senat aprovava la restitució de la meua casa; que es contractés la reconstrucció del pòrtic de Càtul, que la decisió del senat havia de ser defensada per tots els magistrats i que, si es produïa algun acte de violència, el senat consideraria responsable a qui havia vetat el decret". També es van avaluar els danys i perjudicis en dos milions de sestercis per la casa del Palatí, mig milió per la vil·la de Túscul i cent cinquanta mil per la de Fòrmies. Ciceró va fer reparar la casa de Fòrmies, reconstruir la casa del Palatí i vendre la vil·la de Túscul. 

## Transmissió textual
El text ens ha arribat per un bon nombre de manuscrits, dels quals el més antic i el que reprodueix amb més fidelitat el seu model és el Parisinus 7794 (P) de la segona meitat del segle ix. Va ser gràcies al monjo J. Perion (1497-1557) que va portar el còdex de Tours a París, al col·legi de Montagut. Avui en dia es conserva en la Bibliothèque Nationale (nomenada Royale l'any 1622 quan va ser portat).  
El P és el còdex més important, però hi ha altres còdexs en què es va trobar el discurs De domo sua:  
- Bruxellensis 5345 (G) (abans Gemblacensis) del segle xi i possiblement va ser escrit per l'abat Olbert (1012-1048), procedent del monestir de Gembloux.
- el còdex  Berolinensis 252 (E), abans Erfurtensis) del segle xii, i va ser escrit per Wibald (abat del monestir de Stavelot (1130-1158) i de Corvey (1146-1158)).
- Mediceus Laurentianus XLVIII, 8 (M) del segle XV, i es conserva en la Biblioteca Medicea Laurenziana de Florència, on trobem tots el discursos del corpus Parisinum.
- Harleianus 4927 (H), segle XII o d'inicis del XIII, va ser escrit a França i es conserva en el British Museum.